# توکر گیتس
توکر گیتس (انگلیسی: Tucker Gates؛ زادهٔ ) یک تهیه‌کننده تلویزیونی اهل آمریکا است. وی از سال ۱۹۸۹ میلادی تاکنون مشغول فعالیت بوده‌است. 